# Yanagawa Shigenobu

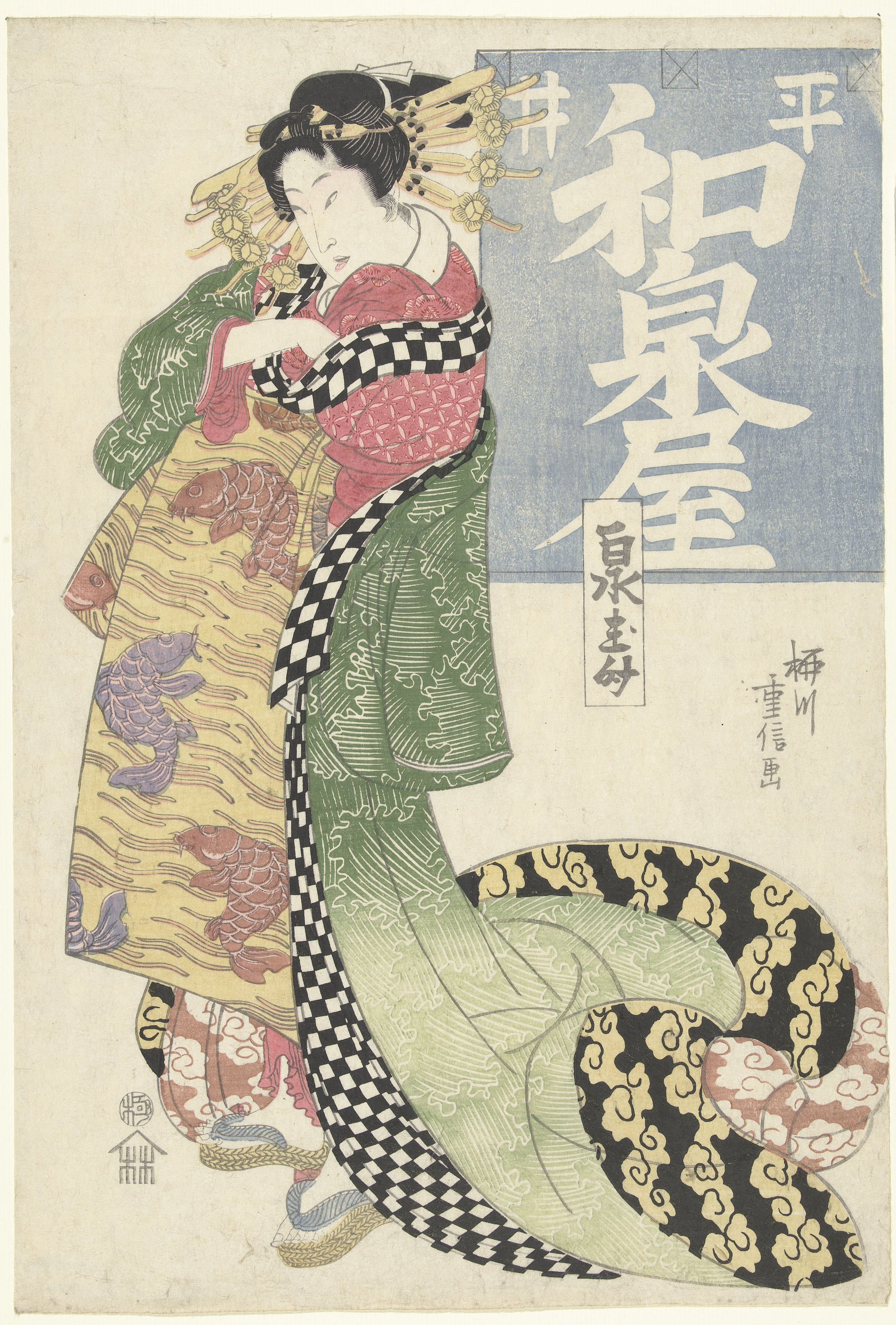
Yanagawa Shigenobu: Kurtisane

Yanagawa Shigenobu (japanisch 柳川 重信, Künstlername u. a. Raito (雷斗); geboren 1787 in Edo (Provinz Musashi); gestorben 18. Januar 1833) war ein später japanischer Ukiyoe-Künstler.

## Leben und Wirken
Yanagawa Shigenobu wurde in Edo geboren als Suzuki Jūbei (鈴木 重兵衛). Er lebte im Stadtteil Honjo Yanagawa-chō (本所柳川町) und nahm daher den Namen „Yanagawa“ an. Er wurde ein Schüler von Katsushika Hokusai und beherrschte bald die Maltechniken seines Meisters. Er heiratete Hokusais älteste Tochter Omiyo (お美与) und bekam einen Sohn, wurde aber später geschieden.
Yanagawa malte von der Bunka- bis zur Tempō-Periode und schuf hauptsächlich Nishiki-e (Farbholzschnitte) und Illustrationen für Bücher, hinterließ aber auch einige Gemälde schöner Frauen (美人画). Ein weiterer Produktionsbereich waren Shunga. Von 1822 bis zum Frühjahr des folgenden Jahres reiste er nach Osaka und malte unter der Signatur „Tōto Yanagawa Shigenobu“ (東都 柳川 重信) Landschaften berühmter Stadtteile. 
Shigenobus Gemälde schöner Frauen waren für ihren einzigartigen Stil bekannt, der stark von der Utagawa-Schule und Keisai Eisen aus derselben Zeit beeinflusst war, nicht von der Katsushika-Schule.
Yanagawa wurde nur 46 Jahre alt. Sein Grab befindet sich im Tempel Sōkei-ji (宗慶寺) in Tokio. Er hinterließ unter anderem den Bildband „Nansō Satomi Hakken-den“ (南総里見八犬伝) – „Überlieferung zu den Acht Hunden von Nansō Satomi“. Zu seinen Schülern gehören Shigenobu Yanagawa II. (二代目 柳川 重信), Yanagawa Nobusada (柳川 信貞) und Yanagawa Kuninao (柳川 国直).